# Bullet-time
Bullet-time är en effekt som används i film och datorspel där tiden stannar upp så pass mycket att kulor från vapen kan ses flyga i låg hastighet. Ofta lämnar kulorna även spår efter sig i luften.

## Teknik
Denna effekt blev uppmärksammad i filmen The Matrix (1999). Då bilden oftast rör sig används flera hundra kameror som simultant tar bilder. På så vis kan man i efterhand välja vinkel och rörelse i stillastående tid och rum. Den första filmen som använde bullet-time-effekten var actionfilmen Kill and Kill Again (1981). Första musikvideon som någonsin använde sig av tekniken var Björk i videon Army of Me (1995).

## Filmer och spel som använder sig av tekniken

### Filmer
- Kill and Kill Again (1981)
- The Matrix (1999)
- Scary Movie (2000)
- Shrek (2001)
- The Matrix Reloaded (2003)
- The Matrix Revolutions (2003)